# Hybocamenta brevicornis
Hybocamenta brevicornis är en skalbaggsart som beskrevs av Moser 1914. Hybocamenta brevicornis ingår i släktet Hybocamenta och familjen Melolonthidae. Inga underarter finns listade i Catalogue of Life.